# Ambassade du Mali en Guinée
L'ambassade du Mali en Guinée est la principale représentation diplomatique de la république de Mali en Guinée.